# Joan Llaneras
Joan Llaneras Roselló (né le 17 mai 1969 à Porreres) est un coureur cycliste espagnol. Spécialiste de la piste, il possède deux titres de champion olympique de la course aux points gagnés en 2000 et 2008 à son palmarès. Il est aussi détenteur de sept titres de champion du monde et de plusieurs victoires sur des épreuves de six jours.

## Biographie
Après un début de carrière sur route dans l'équipe Once, il s'est consacré à la piste, remportant quatre titres de champion du monde de la course aux points, et trois titres de l'américaine. Il est également double champion olympique de la course aux points en 2000 à Sydney et en 2008 à Pékin.
Il a fait équipe avec Isaac Gálvez à partir de 1999 pour les courses à l'américaine et les courses de Six jours. En novembre 2006, durant les Six jours de Gand, Gálvez fait une chute mortelle après une collision avec Dimitri De Fauw. Après avoir songé à achever sa carrière à la suite de cet événement, Joan Llaneras reprend la compétition en 2007. Il participe ainsi aux championnats du monde à Palma de Majorque, où il est à nouveau sacré champion du monde de la course aux points.
Il est le sportif espagnol le plus titré au niveau olympique.
Son fils Pau est également coureur cycliste.

## Palmarès sur piste

### Jeux olympiques
- Atlanta 1996
  - 5e de la poursuite par équipes
  - 6e de la course aux points

- Sydney 2000
  -  Champion olympique de la course aux points
  - 13e de l'américaine

- Athènes 2004
  -  Médaillé d'argent de la course aux points
  - 6e de l'américaine

- Pékin 2008
  -  Champion olympique de la course aux points
  -  Médaillé d'argent de l'américaine (avec Antonio Tauler)

### Championnats du monde
- Manchester 1996
  -  Champion du monde de la course aux points
  - 8e de l'américaine

- Perth 1997
  -  Champion du monde de l'américaine (avec Miguel Alzamora)
  -  Médaillé de bronze de la course aux points

- Bordeaux 1998
  -  Champion du monde de la course aux points
  - 8e de l'américaine

- Berlin 1999
  -  Champion du monde de l'américaine (avec Isaac Gálvez)
  - 8e de la course aux points

- Manchester 2000
  -  Champion du monde de la course aux points
  -  Médaillé d'argent de l'américaine (avec Isaac Gálvez)

- Anvers 2001
  -  Médaillé d'argent de l'américaine (avec Isaac Gálvez)
  - 9e de la course aux points

- Ballerup 2002
  - 5e de l'américaine
  - 10e de la course aux points

- Stuttgart 2003
  -  Médaillé d'argent de la course aux points

- Melbourne 2004
  - 4e de la course aux points
  - 9e de l'américaine

- Los Angeles 2005
  -  Médaillé de bronze de la course aux points

- Bordeaux 2006
  -  Champion du monde de l'américaine (avec Isaac Gálvez)

- Palma de Majorque 2007
  -  Champion du monde de la course aux points
  - 4e de l'américaine

- Manchester 2008
  - 6e de l'américaine

### Coupe du monde
- 1998
  - 1er de la course aux points à Cali
  - 2e de l'américaine à Cali
  - 2e de l'américaine à Victoria

- 1999
  - 1er de l'américaine à Mexico (avec Miquel Alzamora Riera)
  - 1er de l'américaine à Cali (avec Miquel Alzamora Riera)
  - 3e de la poursuite par équipes à Cali

- 2002
  - 1er de l'américaine à Monterrey (avec Miquel Alzamora Riera)

- 2003
  - 2e de la course aux points à Moscou
  - 2e de l'américaine à Aguascalientes
  - 3e de l'américaine au Cap

- 2004
  - Classement général de la course aux points
  - 1er de la course aux points à Manchester
  - 2e de l'américaine à Sydney
  - 3e de la course aux points à Sydney

- 2005-2006
  - 3e de la course aux points à Los Angeles

- 2007-2008
  - 1er de la course aux points à Pékin
  - 2e de l'américaine à Sydney

### Six Jours
- 2000 : Grenoble (avec Isaac Gálvez)
- 2008 : Milan (avec Paolo Bettini)
- 2009 : Rotterdam (avec Peter Schep)

### Championnats nationaux
| - 1988 - 2e du championnat d'Espagne de poursuite par équipes - 3e du championnat d'Espagne de l'américaine - 1989 - Champion d'Espagne de poursuite par équipes - 2e du championnat d'Espagne de poursuite - 1996 - 2e du championnat d'Espagne de poursuite par équipes - 1998 - Champion d'Espagne de poursuite - Champion d'Espagne de poursuite par équipes - Champion d'Espagne de course aux points | - 1999 - 2e du championnat d'Espagne de poursuite - 2e du championnat d'Espagne de course aux points - 2002 - Champion d'Espagne de course aux points - 2e du championnat d'Espagne de poursuite par équipes - 2004 - Champion d'Espagne de scratch |

## Palmarès sur route
- 1989
  - 3e du Grand Prix d'Espéraza
- 1993
  - 1re étape du Tour d'Andalousie (contre-la-montre)
- 1994
  - Trofeo Palma de Mallorca
  - 2e du Challenge de Majorque

## Distinctions
- Premio Don Felipe de Borbón de sportif espagnol de l'année du Conseil supérieur des Sports : 1997 et 2000[3]